# Gangara, Alur
Gangara là một làng thuộc tehsil Alur, huyện Hassan, bang Karnataka, Ấn Độ.